# 里基夫 (圖爾卡區)
49°2′41″N 23°7′42″E / 49.04472°N 23.12833°E
里基夫（烏克蘭語：Риків）是烏克蘭西部的村莊，隸屬利維夫州的桑比爾區。該村距離圖爾卡19公里，始建於1654年，面積0.9平方公里，海拔高度625米，2001年人口210。